# 안동 하회 지산고택
안동 하회 지산고택(安東 河回 志山古宅)은 경상북도 안동시 풍천면 하회리 612에 있는 건축물이다. 2010년 4월 19일 경상북도의 민속문화재 제140호로 지정되었다.

## 지정 사유
지산고택은 1800년대에 지어진 주택으로써 안채는 북향을 하고 사랑채는 화산이 바라보이게 동향을 하는 배치를 하고 있는데 하회의 가옥들은 마을 중심부 둘레로 각각 자리를 잡아 바깥을 향하게 한 좌향구조를 잘 보여주고 있다. 그러면서도 사랑채는 동향을 하여 화산을 바라보게 한 유연한 사고와 하회의 다른 저택들과는 달리 사랑채는 소박하지만 시각적인 실리를 취하고 안채는 북향하여 마을의 전통적인 배치방법을 따라 좋은 향(向)을 포기하였지만 서산각지붕을 채택함으로써 안채의 권위는 유지하도록 하였다. 명분과 실리를 잘 표현한 건축주의 안목에 후한 점수를 주고 싶다. 이로 인하여 일반적인 반가의 평면형식에서 벗어나 독특한 평면구성이 되었으며 또한 사랑채의 위치를 고려하여 안방의 위치를 대청 우측으로 옮긴 것은 하회의 전형적인 평면 구조와 틀리게 되었다.
이 가옥은 전형적인 틀에서 벗어나 주어진 상황에 적용할려는 조선후기 주거모습을 볼 수 있는 것으로 조선후기 주거사 연구에 많은 도움을 줄 수 있는 것으로 판단되어 민속자료로 지정한다.

## 같이 보기
- 안동 하회마을

## 참고 자료
- 안동 하회 지산고택 - 국가유산청 국가유산포털